# Marnaz
Marnaz es una comuna y localidad francesa situada en la región Ródano-Alpes, en el departamento de Alta Saboya, en el distrito de Bonneville.

## Geografía
Marnaz está situada a los pies de la cadena montañosa de Bargy. El río Arve rodea la localidad por el norte. Las comunas limítrofes con Marnaz son Le Reposoir, Mont-Saxonnex, Scionzier, Thyez y Vougy.

## Demografía
| 2298 | 2565 | 2949 | 3595 | 4019 | 4442 |
| Para los censos de 1962 a 1999 la población legal corresponde a la población sin duplicidades (Fuente: INSEE [Consultar]) |      |      |      |      |      |

## Hermanamientos
- Quincinetto, desde octubre de 1996.